# Chantiers Chibougamau
Chantiers Chibougamau est une entreprise familiale québécoise œuvrant dans la transformation du bois, et opérant majoritairement dans la région Nord-du-Québec.  
Son siège social est situé à Chibougamau, au Québec, Canada.   
Chantiers Chibougamau a fondé sa filiale Nordic Structures, spécialisée dans le bois d’ingénierie, et est propriétaire de la Scierie Landrienne, en Abitibi-Témiscamingue, ainsi que de l’usine de pâte kraft à Lebel-sur-Quévillon, dans le Nord-du-Québec.

## Historique
Fondée en 1961 à Chibougamau, dans le Nord-du-Québec, par Lucien Filion, l’entreprise Chantiers Chibougamau se spécialise d’abord dans la fabrication de produits de bois d’œuvre, notamment grâce à la fabrication de poutres destinées aux minières,. 
Ne comptant que cinq employés au départ, l’entreprise diversifie ses activités en investissant le marché résidentiel, toujours avec la production et la distribution de bois d’œuvre,.  
À la fin des années 1990, Chantiers Chibougamau crée Nordic Structures, une filiale destinée au bois d’ingénierie. Ce dernier est intégré à différents projets de construction au Québec, au Canada et aux États-Unis,.  

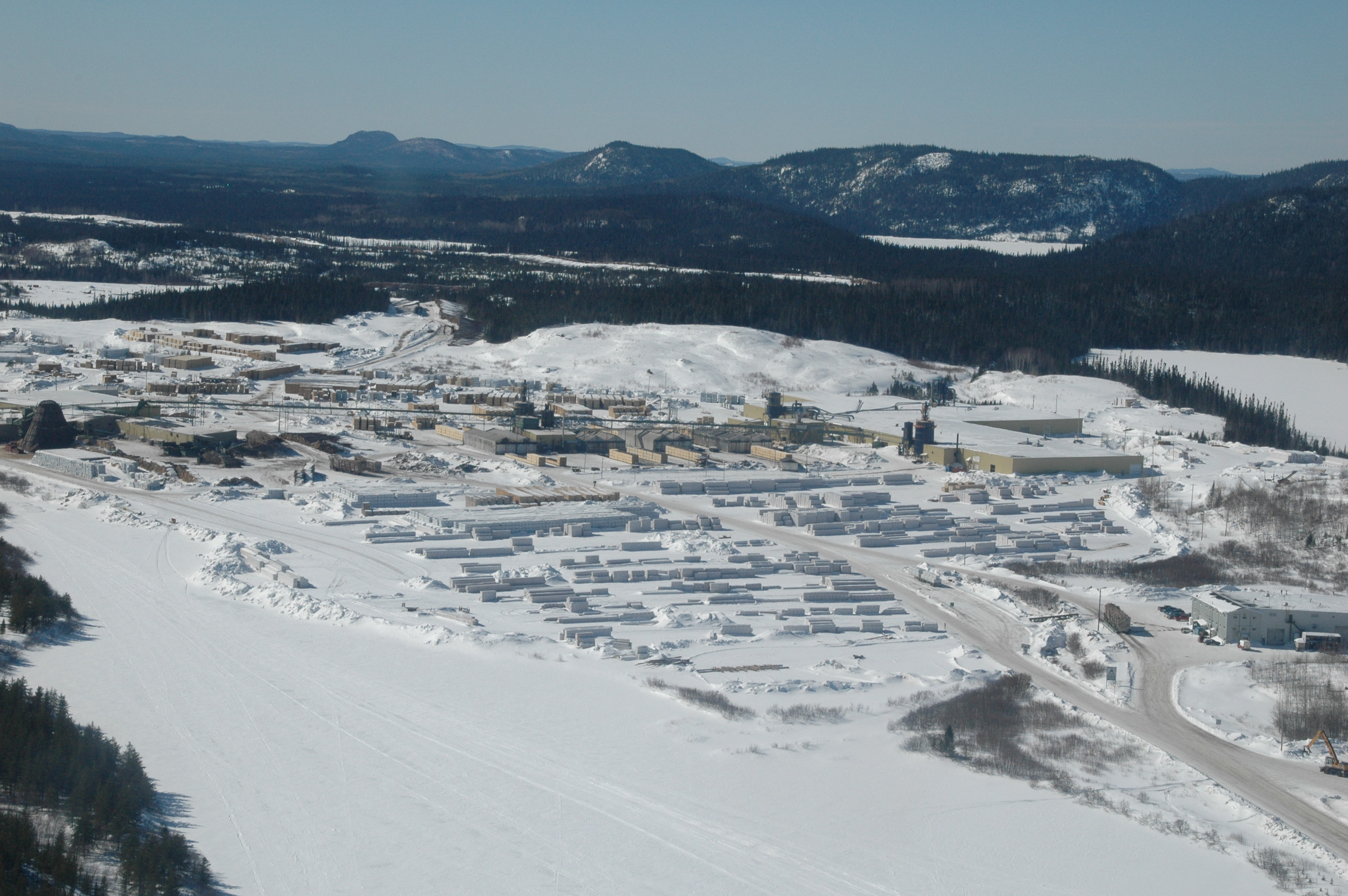
Vue aérienne de Chantiers Chibougamau, 2008.

## Produits
L'entreprise se spécialise dans la transformation du bois, notamment dans les domaines du bois d'oeuvre, du bois d'ingénierie, du bois massif ainsi que du bois industriel.

## Nordic Structures
Nordic Structures a été créée à la fin des années 1990 et se spécialise dans les produits de bois d'ingénierie dans le secteur de la construction. Elle est notamment reconnue pour le bois lamellé-croisé et lamellé-collé,,,. 

## Achat de la Scierie Landrienne
En 2015, Chantiers Chibougamau achète la Scierie Landrienne, située à Landrienne, en Abitibi-Témiscamingue. Le montant de la transaction n’a pas été rendu public. 

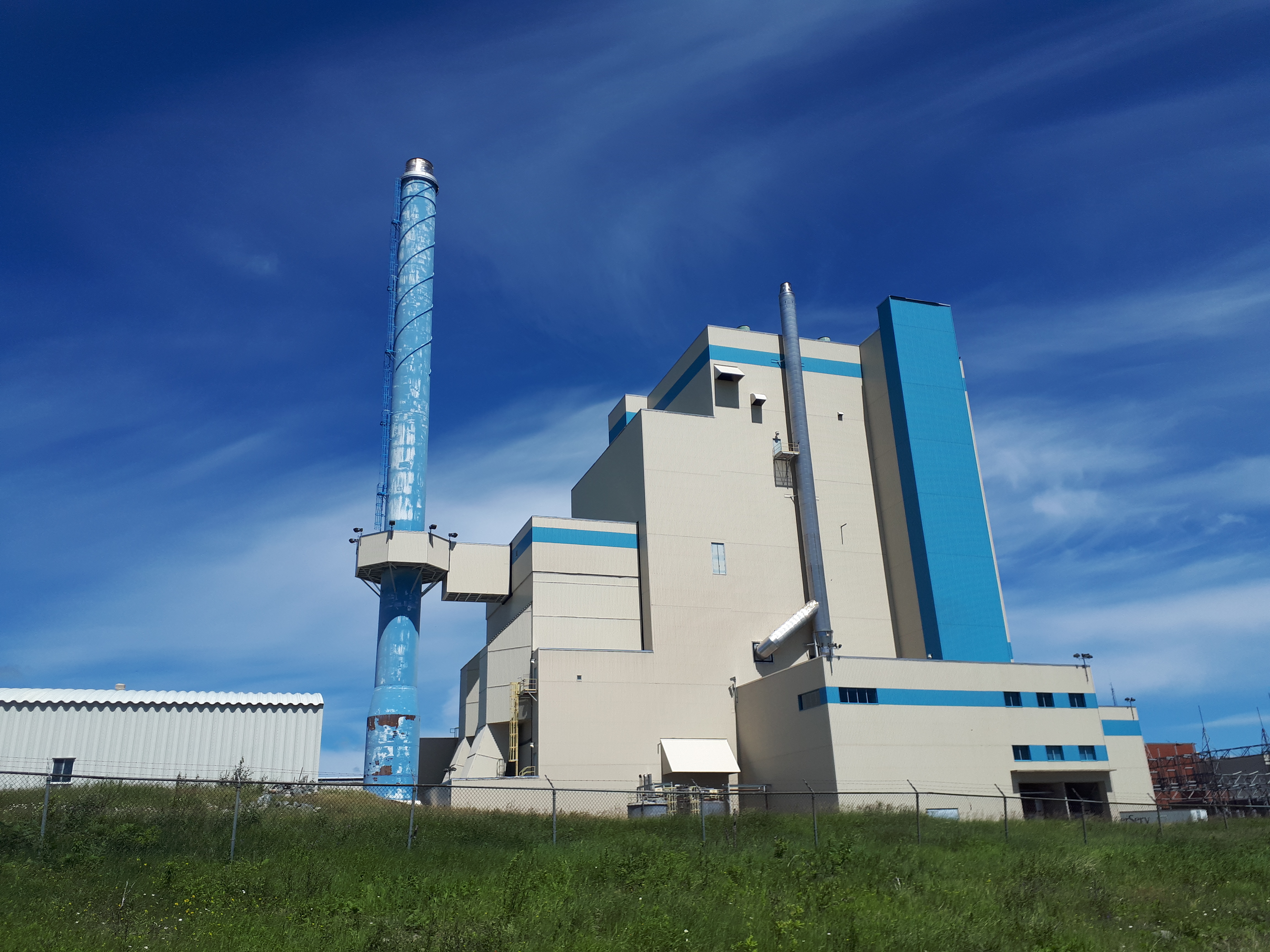
Usine Nordik Kraft de Lebel-sur-Quévillon, 2018.

## Relance de l'usine de Lebel-sur-Quévillon
En 2017, Chantiers Chibougamau fait l’acquisition de l’usine de pâte Kraft de Lebel-sur-Quévillon, alors propriété de Nexolia. Cet ajout à l’entreprise lui permet de transformer les copeaux de bois de ses usines en pâte kraft, notamment utilisée dans la fabrication de produits de carton et de papier hygiénique,. 
En 2019, le gouvernement du Québec annonce un investissement de 138 M$ dans ce projet de 342 M$. L’usine Nordic Kraft est entrée en production à l'automne 2020,. 

## Projets et réalisations

### Les Condominiums Chibougamau
Les Condominiums Chibougamau, construits et achevés en 2010 par Nordic Structures, a été le premier bâtiment dont la structure est en bois lamellé-croisé en Amérique du Nord.
Ce projet a par ailleurs reçu le Trophée Contech 2012 dans les catégories Habitation, pratiques novatrices et Habitations, technologies et produits innovateurs, pour les panneaux Nordic X-LAM.

### Origine
Faisant partie du consortium de promoteurs, Nordic Structures a fourni les structures de bois massif pour l’immeuble de condominiums Origine, situé à Québec. Origine est la plus haute tour en bois en Amérique du Nord avec ses 13 étages,.
Le projet Origine a été récompensé par le Prix d’excellence Cecobois 2019, catégorie Bâtiment multirésidentiel et par le prix Construire ACQ 2019, dans la catégorie Projet résidentiel non réglementé – Est du Québec.

### Pont de la rivière Maicasagi
Conçu par Chantiers Chibougamau et le Groupe Stavibel, le pont de la rivière Maicasagi, situé près de Waswanipi, dans le Nord-du-Québec, est l’un des plus longs ponts sans appui au monde avec ses 68 mètres,. 
L'infrastructure a été saluée en 2013 en recevant le Prix d'excellence Cecobois, Solutions innovantes.  

### Arbora
Nordic Structures a fourni les panneaux de bois lamellé-croisé pour le projet Arbora, un complexe multirésidentiel situé dans le quartier Griffintown, à Montréal. L'entreprise s'est également impliquée dans diverses étapes du projet, comme le design, l'ingénierie et la construction.

### Stade de soccer de Montréal
Nordic Structures a participé au projet du Stade de soccer de Montréal, situé au Complexe environnemental de Saint-Michel, à Montréal. Les treize superpoutres fournies par l'entreprise de Chibougamau sont faites d'épinettes noires et mesurent 70 mètres de long et quatre mètres de haut. 
Le projet s'est mérité la médaille du Gouverneur général en architecture 2018 par l'Institut royal d'architecture du Canada et le Conseil des arts du Canada, ainsi que le Prix d'excellence Cecobois, Solutions innovantes en 2019. 

## Certifications et accréditations
Chantiers Chibougamau a obtenu des certifications en aménagement forestier et de la chaîne de traçabilité du Forest Stewardship Council en 2009.
L’entreprise a été certifiée en 2003 par le système de gestion environnementale ISO 14001, lequel a été remplacé en 2013 par la Certification des entreprises d’aménagement forestier.  
Elle soutient être également accréditée par le Conseil de l’industrie forestière du Québec et l'APA, une association œuvrant dans le domaine du bois d'ingénierie. 

## Prix et récompenses
Plusieurs projets sur lesquels Chantiers Chibougamau et sa filiale Nordic Structures ont travaillé ont été récompensés. 
- 2011 : Mention honorifique et Distinction en Développement durable dans la catégorie Habitation, pratiques novatrices pour son projet Les condominiums Loggias à Montréal lors des Trophées Innovation et Développement durable Contech[38].
- 2011 : Trophée Innovation et Développement durable Contech, Bâtiment ICI – pratiques novatrices pour le projet Entreprise en biotechnologie
- 2012 : Prix Fidéide, Développement durable pour le projet Entreprise en biotechnologie
- 2012 : Trophée Innovation et Développement durable Contech dans la catégorie Habitation, pratiques novatrices pour son projet Les Condominiums Chibougamau[21].
- 2012 : Trophée Innovation et Développement durable Contech dans la catégorie Habitation, Technologies et produits innovateurs pour Nordic X-LAM[21].
- 2012 : Mention dans la catégorie Bâtiment ICI (institutionnel, commercial, industriel), dans la sous-catégorie Pratiques novatrices de Contech, pour le projet de mur vitré en bois en partenariat avec IC2 Technologies [39].
- 2012 : Prix Écoconception Novae pour le projet Pont de la forêt Montmorency
- 2013 : Prix d’excellence Cecobois, Concept structural et Développement durable pour le projet Édifice administratif de GlaxoSmithKline[28]
- 2013 : Prix d’excellence Cecobois, Solutions innovantes pour le projet Pont Maicasagi[28]
- 2013 : Prix d’excellence Cecobois, prix émérite et Développement durable pour le projet BMR de Saint-André-Avellin[28]
- 2013 : Prix d’excellence Cecobois, design intérieur pour le projet Édifice Complan[28]
- 2013 : Prix d’excellence Cecobois, Mention pour le projet Pavillon des Sciences de l’UQAT[28]
- 2014 : Prix d’excellence Cecobois, Bâtiment commercial de moins de 1000 m2 pour le projet Atrium Dynamique[40]
- 2014 : Prix d’excellence Cecobois, Coup de cœur du public pour le projet Siège social Teraxion[40]
- 2014 : Les mérites d’architecture de la Ville de Québec, édifices commerciaux et industriels, rénovation et/ou agrandissement pour le projet Siège social Teraxion[41]
- 2015 : Grand Prix du génie-conseil québécois AFG, Infrastructures de transport pour le projet Pont de Mistissini[42]
- 2016 : Prix de l’ingénierie pour un Canada meilleur AFGC pour le projet Pont de Mistissini[43]
- 2016 : Prix d’excellence AFGC, Transports pour le projet Pont de Mistissini[43]
- 2017 : Prix d’excellence Cecobois, Bâtiment commercial de plus de 1 000m2 pour le projet Ameublements Tanguay[44]
- 2018 : Lauréate du prix Projet innovant lors de la Soirée reconnaissance pour la région de Montréal de l’Ordre des ingénieurs du Québec[45]
- 2018 : Prix d’excellence Canadian Architect pour le projet Paddocks Grand Prix de Formule 1 au Canada[46]
- 2018 : Grand prix du Génie-Conseil québécois AGF, Bâtiment structure pour le projet du Théâtre Gilles-Vingeault[47]
- 2018 : Wood Design Awards, Jury’s Choice for Wood Innvovation pour le projet John W. Olver Design Building
- 2018: Médaille du Gouverneur général en architecture par l’Institut royal d’architecture du Canada et le Conseil des arts du Canada pour le projet Stade de soccer au Complexe environnemental de Saint-Michel[32]
- 2019 : Prix Construire ACQ, Projet résidentiel non réglementé – Est du Québec, pour son projet Origine[25]
- 2019 : Prix d’excellence Cecobois, Bâtiment multirésidentiel, pour son projet Origine[24]
- 2019 : Prix d’excellence Cecobois, Design intérieur pour le projet Siège social de Creaform[33]
- 2019 : Prix d’excellence Cecobois, Bâtiment commercial de moins de 1000 m2 pour le projet Golf Exécutif de Montréal[33]
- 2019 : Prix d’excellence Cecobois, Revêtements extérieurs pour le projet Bureaux régionaux de Pomerleau[33]
- 2019 : Prix d’excellence Cecobois, Bâtiment institutionnel de plus de 1000 m2 pour le projet du Théâtre Gilles-Vigneault[33]
- 2019 : Prix d’excellence Cecobois, Bâtiment commercial de plus de 1000 m2 pour le projet Complexe Synergia[33]
- 2019 : Prix d’excellence Cecobois, Solutions innovantes pour le projet Stade de soccer au Complexe environnemental de Saint-Michel[33]